# لويس خوسيه سارتوريوس
دون لويس خوسيه سارتوريوس إي تابيا، الكونت الأول لسان لويس (ولد في 1 فبراير 1820، في إشبيلية، إسبانيا - وتوفى في 22 فبراير 1871، في مدريد، إسبانيا) كان نبيلًا وسياسيًا وصحفيًا إسبانيًا شغل منصب رئيس وزراء إسبانيا من 1853 إلى 1854، في عهد الملكة إيزابيلا الثانية.
كان سارتوريوس، وهو رجل ذو قناعات تقليدية للغاية، زعيمًا لفصيل من حزب الوسط، والذي كان يُعرف باسم لوس بولاكوس ("البولنديون" بسبب أصولهم البولندية المفترضة بشكل خاطئ). وأصبحت صحيفته "إل هيرلادو" إحدى الركائز الأساسية للحزب خلال عهد التقدمي بالدوميرو إسبارتيرو. شغل سارتوريوس عدة مناصب سياسية خلال العقد المعتدل (1844-1854)، وخاصة ثلاث مرات كوزير للداخلية في أعوام 1847، و1849-1851، و1853-1854. وأصبح رئيسًا للوزراء بين عامي 1853 و1854.

## عائلته
لم تكن لسارتوريوس أية علاقة ببولندا على عكس الاعتقاد السائد؛ فقد كان من أصل ألماني. كان أسلافه من جهة الأب من هسن، وكان جده يوهان فيليب سارتوريوس من أومشتات وكانت جدته ماريا إيزابيل ترير من فيردا. وُلِد ابنهما ووالد سارتوريوس، أندريس سارتوريوس ترير، في ماربورغ؛ حيث شارك عسكريًا في اشتباكات ضد القوات الفرنسية، ثم لجأ إلى إسبانيا. وتزوج من ماريا جواكينا تابيا سانشيز، المولودة في بورتوريكو؛ والتي عاد والداها، أنطونيو دي تابيا وخوسيفا سانشيز أوفييدو، بعد فترة قضوها في أمريكا، إلى موطنهما الأندلس.
كان سارتوريوس متزوجًا من ماريا دي لوس ريميديوس تشاكون إي روميرو دي سيسنيروس (ابنة رافائيل تشاكون، مركيز سيلا السابع، وماريا ديل أمبارو روميرو دي سيسنيروس إي ناجوينس)، وأنجب منها سبعة أطفال:
- توفيت دونا إيزابيل سارتوريوس إي تشاكون (مواليد 1874) غير متزوجة وليس لها أبناء.
- دونا لورا سارتوريوس إي شاكون، متزوجة من إنريكي مالدونادو إي كارفاخال، ولهما أبناء.
- توفيت دونا ليونور سارتوريوس إي شاكون عندما كانت رضيعة.
- توفي دون لويس سارتوريوس إي شاكون وهو رضيع.
- توفي دون خوسيه سارتوريوس إي شاكون وهو رضيع.
- دونا ماريا دي لا كونسيبسيون سارتوريوس إي شاكون (1859-1887)، متزوجة من خوان دي ديوس باريخا-أوبريغون، الكونت السابع لا كامورا، ولها أبناء.
- دون فرناندو سارتوريوس، الكونت الثاني لسان لويس (1860-1920)، متزوج من ماريا ديل كارمن دياز دي ميندوزا إي أجوايو، وله أبناء.

| المناصب السياسية                       | المناصب السياسية               | المناصب السياسية                 |
| -------------------------------------- | ------------------------------ | -------------------------------- |
| سبقه فرانسيسكو دي ليرسوندي وهورمايتشيا | رئيس وزراء إسبانيا 1853 - 1854 | تبعه فرناندو فرنانديز دي كوردوفا |

## روابط خارجية
- www.xtec.es Luis José Sartotius, Count of San Luis
- Chacón Family. Descendants of María Remedios Chacón, Countess of San Luis
- Barbara Obtułowicz on Sartorius' origins